# Clara Stich

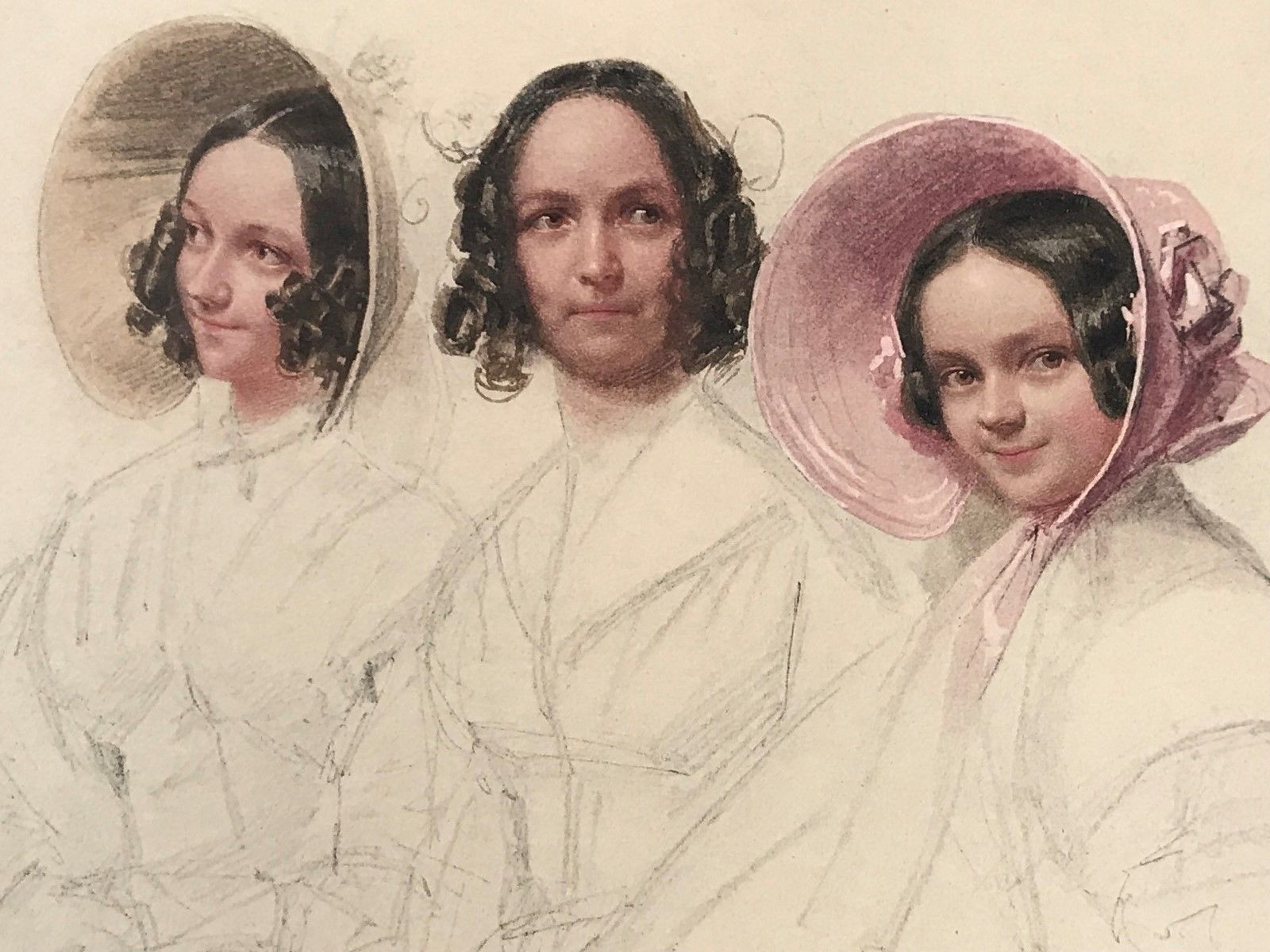
Auguste Crelinger mit ihren Töchtern (rechts: Clara Stich), Lithographie nach Franz Krüger

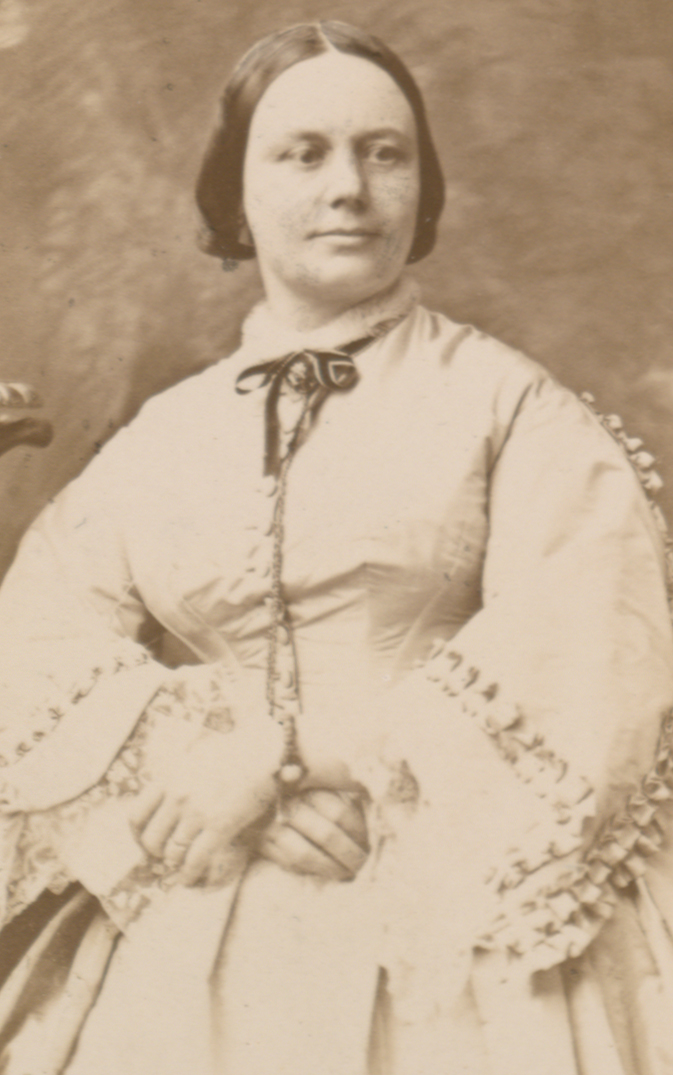
Clara Liedtcke, geb. Stich, verw. Hoppé

Clara Stich, verw. Hoppé, verh. Liedtcke (* 24. Januar 1820 in Berlin; † 1. Oktober 1862 ebenda), war eine deutsche Schauspielerin und Sängerin.

## Leben
Clara Stich war ein Kind aus der ersten Ehe der Schauspielerin Auguste Crelinger mit dem Hofschauspieler Wilhelm Heinrich Stich. Ihre ältere Schwester Bertha wurde ebenso wie Clara Stich von Kindesbeinen an auf den Beruf der Schauspielerin vorbereitet. Einen ersten Auftritt hatten die beiden Mädchen im Rahmen eines Konzertes; Clara Stich sang damals mit der Sängerin Hähnel ein Duett aus Norma. König Friedrich Wilhelm III. förderte die Familie, indem er Auftritte der jungen Mädchen im Königsstädtischen Theater gestattete. Clara Stich debütierte dort am 6. November 1834 als Elise von Walberg; ihre Mutter spielte die Fürstin. Nach einigen weiteren Auftritten befahl der „scharfsehende Monarch“, „die beiden Fräulein Stich für die Königliche Bühne zu gewinnen und demgemäß anzustellen.“
Noch als Vierzehnjährige, am 22. Januar 1835, hatte Clara Stich ihren ersten Auftritt an der Hofbühne als Käthchen von Heilbronn. Im April desselben Jahres nahm Auguste Crelinger ihre beiden Töchter mit nach Wien zu einem Gastspiel an der Hofburg, das sehr erfolgreich verlief. Nach der Rückkehr nach Berlin erhielt Clara Stich ein Engagement als erste jugendliche naive Liebhaberin am Hoftheater. Da sie auch Veranlagung für den Gesang zeigte, wurde auch eine Opernkarriere in Aussicht genommen. Clara Stich wurde damals vom Chordirektor Elsler unterrichtet und war ab 1838 Mitglied der Sing-Akademie, wo sie auch in Solopartien auftrat. Carl Blum schrieb für sie die kleine Oper Mary, Max und Michel. Clara Stich feierte auch in diesem Singspiel Triumphe, kehrte sich dann aber vom Gesang ab und widmete sich ganz dem Sprechtheater. Sie gab unter anderem in Breslau, Danzig, Posen und Königsberg Gastspiele. Unter anderem spielte sie damals die Melitta in Franz Grillparzers Sappho. Die letzte gemeinsame Gastspielreise unternahmen die Schwestern Stich und ihre Mutter im Jahr 1841 nach Hannover.
Für ein Jahr aus Berlin beurlaubt, nahm Clara Stich für 1842 ein Engagement ans Hoftheater in Schwerin an. In den nachfolgenden Jahren entwickelte sie sich allmählich in Berlin zur Rivalin der Schauspielerin Charlotte von Hagn. Von Hagn und Clara Stich standen unter anderem in Anna von Österreich und in Das Urbild des Tartüffe miteinander auf der Bühne. 1846 heiratete Charlotte von Hagn und zog sich von der Bühne zurück; Clara Stich wurde nun meist mit den tragischen Liebesrollen betraut, die bisher von Hagn gespielt hatte. Sie soll ein Gretchen gespielt haben, „wie es noch nie ein Publicum gesehen hatte und nie wiedersehen wird, kein sentimentales Püppchen; sondern ein Mädel von Fleisch und Blut, herzig und kernig“, ein Clärchen, das als „Heldin im Bürgerkleide“ überzeugt habe, und das Musterbild einer Königin im Don Carlos. Minna von Barnhelm und Emilia Galotti waren weitere Glanzrollen Clara Stichs in dieser Zeit.
Am 24. September 1848 heiratete Clara Stich den geschiedenen Hofschauspieler Franz Hoppé, der drei Kinder mit in die Ehe brachte und nach nicht einmal einem Ehejahr starb. Kurz vor dem Tod ihres Ehemannes hatte Clara Hoppé noch einen Sohn geboren. Schon am 6. Oktober 1849 stand sie wieder auf der Bühne, zunächst in der Rolle der Desdemona. Als Publikumsliebling wurde sie mit minutenlangem Beifall begrüßt.
1851 erkrankte die Schauspielerin und wurde durch Lina Fuhr ersetzt. Als Clara Hoppé auf die Bühne zurückkehrte, hatte Fuhr fast alle ihre bisherigen Rollen übernommen und Clara Hoppé hatte jetzt Rollen wie die Lady Milford in Kabale und Liebe, die Adelheid von Walldorf im Götz von Berlichingen und die Lady Macbeth zu spielen. Für solche Rollen schien sie nicht geboren, doch stellte Wilhelm Grothe fest: „Es ist wahr, daß sie solche Characterrollen nicht al fresco zeichnete, aber desto vollendeter waren sie von ihr reproducirt.“ Offenbar aber versagte man der weiterhin gesundheitlich angeschlagenen Künstlerin mitunter die Anerkennung: „Die Meisterin mußte den Wermuthskelch, den ihr die geistig Blinden reichten, Tropfen für Tropfen bis zur Neige leeren“, formulierte Grothe nach ihrem Tod.
Am 17. September 1860 heiratete Clara Hoppé den Hofschauspieler Theodor Liedtcke. Grothe deutete an, dass auch nach dieser zweiten Eheschließung das Leben der Schauspielerin nicht einfach war: „Zur Ehre der Menschheit wollen wir annehmen, daß ihre Gegner sie nicht zum Tode verwunden wollten“, ist in seinem Erinnerungsblatt an die zu früh gestorbene Künstlerin zu lesen, und: „[H]ätte sie nicht eine fein construirte Künstlerseele besessen, manche Beleidigung wäre unmerklich für sie hingegangen, die so ein Nagel zu ihrem frühen Sarge wurde.“
Clara Liedtcke versuchte sich in den Theaterferien 1862 in Reichenhall zu erholen und kehrte scheinbar gesund zurück, erkrankte aber bald wieder. Am 6. September 1862 stand sie als Königin Elisabeth in Maria Stuart zum letzten Mal auf der Bühne. Wenige Wochen später starb sie an Typhus. Sie wurde am 4. Oktober 1862 auf dem Friedhof II der Jerusalems- und Neuen Kirche vor dem Halleschen Tor bestattet. Das Leichenbegängnis hielt der Prediger Sydow. Ihr Gatte wurde vierzig Jahre nach ihr ebenfalls dort beigesetzt. Beide Gräber sind nicht erhalten.
Wilhelm Grothe verglich die Schauspielerin in seinem Erinnerungsblatt mit einem weiblichen Correggio der Bühne: „Da war nichts Grelles, nichts Abstoßendes, keine widrigen Winkel und Ecken – eine heilige Jungfräulichkeit verklärte selbst das Alltägliche, die ewige Weiblichkeit hielt selbst das Dämonische umschlossen.“